# Kent (Minnesota)
Kent – miasto w Stanach Zjednoczonych, w stanie Minnesota, w hrabstwie Wilkin.